# 高木三郎

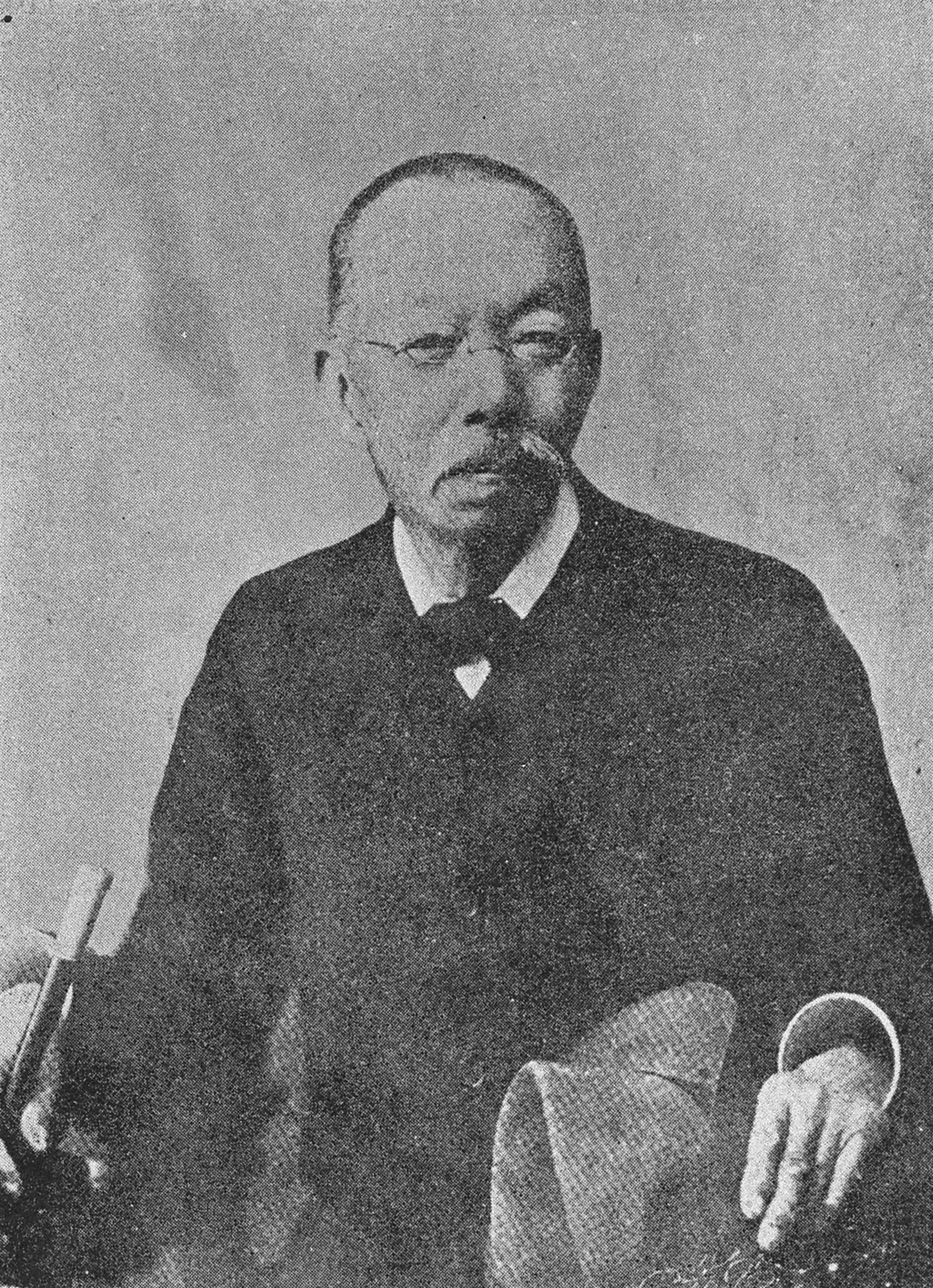
高木三郎

高木 三郎（たかぎ さぶろう、1841年3月9日（天保12年閏1月17日） - 1909年（明治42年）3月28日）は、日本の外交官、実業家。

## 来歴
庄内藩士の黒川友文の長男（諱は友敬）として生まれたが、故あって親戚の高木家の養子となり、名も三郎と改めた。1859年に江戸幕府の軍艦操練所に入学し、1867年（慶応3年）よりアメリカ合衆国に留学した。この留学は、勝小鹿の同行者として、富田鐵之助とともに渡米したものであった。翌1868年（慶応4年/明治元年）から高木はニュージャージー州ニューブランズウィックに富田とともに居住した。
留学後も高木はアメリカにとどまっていた。留学生を活用する明治政府の意向により、1871年8月（明治4年7月）頃に高木はワシントンD.C.にある駐米日本公使館の「一時雇」となり、会計事務を担当する。当時、大蔵省は高木と富田を帰国させた上で採用することを検討していたが、最終的に外務省が1872年3月24日（明治5年2月16日）付で正式採用の上、駐米日本公使館の「外務省9等出仕」に命じられる。1873年（明治6年）3月には公使の森有礼の帰国に伴い「臨時代理」（5月より「事務代理」）に任命された。公使の「事務代理」は7月に後任の矢野次郎が到着したことに伴って譲ったが、同じく森が担当していた日米郵便交換条約交渉の任は継続し、条約の締結と批准書交換を果たしている。一方、矢野との関係が円滑ではなかったことから公使館からの異動を求め、1873年12月にサンフランシスコ副領事に任じられた。休暇として1874年（明治7年）6月に7年ぶりに帰国し、10月に結婚した。この結婚は「結婚契約書」を作成しておこなわれた。
1880年（明治13年）に外務省を辞して横浜同伸会社で取締役となる。同社は生糸輸出を事業とする会社で、高木は死去するまで製品品質向上や取引先の拡大などに携わった。

## 関連文献
- 高木正義『高木三郎翁小伝』高木事務所、1910年